# Podripci
Podripci är en ort i Bosnien och Hercegovina.   Den ligger i entiteten Federationen Bosnien och Hercegovina, i den centrala delen av landet, 80 km väster om huvudstaden Sarajevo. Podripci ligger 715 meter över havet och antalet invånare är 160.
Terrängen runt Podripci är kuperad. Närmaste större samhälle är Bugojno, 7,3 km söder om Podripci. 
Omgivningarna runt Podripci är en mosaik av jordbruksmark och naturlig växtlighet. Runt Podripci är det ganska tätbefolkat, med 93 invånare per kvadratkilometer.